# Abnäher

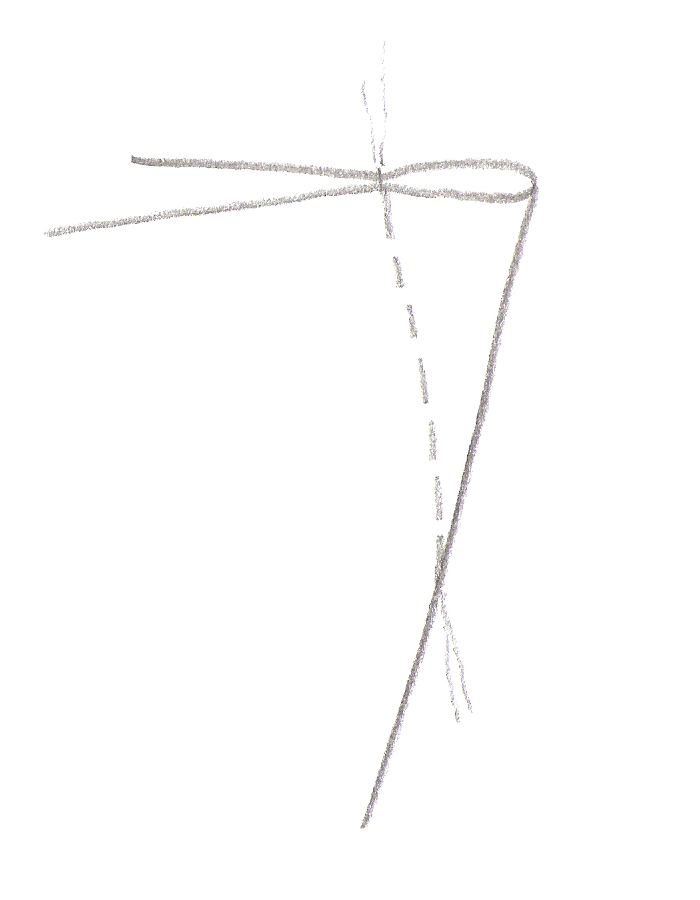
Abnäher

Ein Abnäher ist eine Falte in einem Kleidungsstück, die keilförmig, als Taillenabnäher auch rautenförmig, abgenäht wird. Abnäher werden je nach Kleidungsstück an Schulter, Brust, Taille und am Rock- oder Hosenbund eingesetzt, um den Stoff an die Körperform anzupassen. Der Faden wird am spitz zulaufenden Ende nicht vernäht, sondern verknotet, damit auch die Spitze flachgebügelt werden kann, ohne aufzutragen. Die Abnäher werden auf der Rückseite im Regelfall zu einer Seite gebügelt, sie können auch durch zusätzliche Steppnähte optisch hervorgehoben werden.